# Campionati statunitensi di sci alpino 2008
I Campionati statunitensi di sci alpino 2008 si sono svolti a Sugarloaf dal 19 al 26 marzo. Il programma ha incluso gare di discesa libera, supergigante, slalom gigante, slalom speciale e combinata, tutte sia maschili sia femminili.
Trattandosi di competizioni valide anche ai fini del punteggio FIS, vi hanno partecipato anche sciatori di altre federazioni, senza che questo consentisse loro di concorrere al titolo nazionale statunitense.

## Risultati

### Uomini

#### Discesa libera
| Pos. | Atleta               | Nazione     | Tempo   |
| ---- | -------------------- | ----------- | ------- |
| 1    | TJ Lanning           | Stati Uniti | 1:09,04 |
| 2    | Andrew Weibrecht     | Stati Uniti | 1:09,26 |
| 3    | Christopher Beckmann | Stati Uniti | 1:10,07 |
| 4    | Kevin Francis        | Stati Uniti | 1:10,25 |
| 5    | Samuel Sweetser      | Stati Uniti | 1:10,60 |
| 6    | Louis-Pierre Hélie   | Canada      | 1:10,75 |
| 7    | Travis Ganong        | Stati Uniti | 1:10,79 |
| 8    | Tim Jitloff          | Stati Uniti | 1:10,89 |
| 9    | Chris Frank          | Stati Uniti | 1:11,00 |
| 10   | Jimmy Cochran        | Stati Uniti | 1:11,06 |

Data: 24 marzo

#### Supergigante
| Pos. | Atleta               | Nazione     | Tempo   |
| ---- | -------------------- | ----------- | ------- |
| 1    | Kevin Francis        | Stati Uniti | 1:19,62 |
| 2    | Bryon Friedman       | Stati Uniti | 1:19,73 |
| 3    | Marco Sullivan       | Stati Uniti | 1:19,96 |
| 4    | Andrew Weibrecht     | Stati Uniti | 1:20,50 |
| 5    | Christopher Beckmann | Stati Uniti | 1:20,64 |
| 6    | TJ Lanning           | Stati Uniti | 1:20,73 |
| 7    | Greg Bartels         | Stati Uniti | 1:20,80 |
| 8    | Samuel Sweetser      | Stati Uniti | 1:20,85 |
| 9    | Louis-Pierre Hélie   | Canada      | 1:20,87 |
| 10   | Jake Zamansky        | Stati Uniti | 1:20,91 |

Data: 25 marzo

#### Slalom gigante
| Pos. | Atleta            | Nazione     | Tempo   |
| ---- | ----------------- | ----------- | ------- |
| 1    | Tim Jitloff       | Stati Uniti | 2:04,67 |
| 2    | Tommy Ford        | Stati Uniti | 2:04,77 |
| 3    | Warner Nickerson  | Stati Uniti | 2:06,22 |
| 4    | Andrew Weibrecht  | Stati Uniti | 2:06,38 |
| 5    | Jake Zamansky     | Stati Uniti | 2:06,49 |
| 6    | Andrew Phillips   | Stati Uniti | 2:06,62 |
| 7    | Travis Ganong     | Stati Uniti | 2:06,72 |
| 8    | Will Gregorak     | Stati Uniti | 2:06,74 |
| 9    | Maximilian Hammer | Stati Uniti | 2:06,93 |
| 10   | Cody Marshall     | Stati Uniti | 2:07,30 |

Data: 25 marzo

#### Slalom speciale
| Pos. | Atleta          | Nazione     | Tempo   |
| ---- | --------------- | ----------- | ------- |
| 1    | Jimmy Cochran   | Stati Uniti | 1:26,69 |
| 2    | Cody Marshall   | Stati Uniti | 1:27,90 |
| 3    | Tim Jitloff     | Stati Uniti | 1:28,16 |
| 4    | Andrew Phillips | Stati Uniti | 1:29,27 |
| 5    | Michael Ankeny  | Stati Uniti | 1:29,99 |
| 6    | Nolan Kasper    | Stati Uniti | 1:30,46 |
| 7    | Martin Harris   | Stati Uniti | 1:31,37 |
| 8    | William Ford    | Stati Uniti | 1:31,53 |
| 9    | Jacob Lund      | Stati Uniti | 1:31,54 |
| 10   | Sean Higgins    | Stati Uniti | 1:31,69 |

Data: 22 marzo

#### Combinata
| Pos. | Atleta        | Nazione     |
| ---- | ------------- | ----------- |
| 1    | Jimmy Cochran | Stati Uniti |
| 2    | ?             | ?           |
| 3    | ?             | ?           |

### Donne

#### Discesa libera
| Pos. | Atleta           | Nazione     | Tempo   |
| ---- | ---------------- | ----------- | ------- |
| 1    | Stacey Cook      | Stati Uniti | 1:11,69 |
| 2    | Lindsey Vonn     | Stati Uniti | 1:11,78 |
| 3    | Chelsea Marshall | Stati Uniti | 1:11,84 |
| 4    | Leanne Smith     | Stati Uniti | 1:12,16 |
| 5    | Laurenne Ross    | Stati Uniti | 1:13,38 |
| 6    | Katie Hitchcock  | Stati Uniti | 1:13,51 |
| 7    | Keely Kelleher   | Stati Uniti | 1:13,66 |
| 8    | Megan McJames    | Stati Uniti | 1:13,74 |
| 9    | Julia Ford       | Stati Uniti | 1:13,84 |
| 10   | Kirsten Cooper   | Stati Uniti | 1:14,04 |

Data: 24 marzo

#### Supergigante
| Pos. | Atleta           | Nazione     | Tempo   |
| ---- | ---------------- | ----------- | ------- |
| 1    | Stacey Cook      | Stati Uniti | 1:15,00 |
| 2    | Leanne Smith     | Stati Uniti | 1:15,05 |
| 3    | Katie Hitchcock  | Stati Uniti | 1:15,53 |
| 4    | Lindsey Vonn     | Stati Uniti | 1:15,72 |
| 5    | Megan McJames    | Stati Uniti | 1:16,56 |
| 6    | Laurenne Ross    | Stati Uniti | 1:16,82 |
| 7    | Keely Kelleher   | Stati Uniti | 1:16,84 |
| 8    | Kirsten Cooper   | Stati Uniti | 1:16,92 |
| 9    | Caitlin Ciccone  | Stati Uniti | 1:16,93 |
| 10   | Chelsea Marshall | Stati Uniti | 1:16,95 |

Data: 23 marzo

#### Slalom gigante
| Pos. | Atleta          | Nazione     | Tempo   |
| ---- | --------------- | ----------- | ------- |
| 1    | Lauren Ross     | Stati Uniti | 2:15,22 |
| 2    | Laurenne Ross   | Stati Uniti | 2:15,31 |
| 3    | Libby Ludlow    | Stati Uniti | 2:15,71 |
| 4    | Jessica Kelley  | Stati Uniti | 2:15,72 |
| 5    | Stacey Cook     | Stati Uniti | 2:15,99 |
| 6    | Jenny Lathrop   | Stati Uniti | 2:16,35 |
| 7    | Keely Kelleher  | Stati Uniti | 2:16,56 |
| 8    | Jilyne McDonald | Stati Uniti | 2:16,66 |
| 9    | Caitlin Ciccone | Stati Uniti | 2:16,95 |
| 10   | Kristen Mielke  | Stati Uniti | 2:17,18 |

Data: 26 marzo

#### Slalom speciale
| Pos. | Atleta           | Nazione     | Tempo   |
| ---- | ---------------- | ----------- | ------- |
| 1    | Lindsey Vonn     | Stati Uniti | 1:26,31 |
| 2    | Hailey Duke      | Stati Uniti | 1:28,21 |
| 3    | Jenny Lathrop    | Stati Uniti | 1:28,42 |
| 4    | Keely Kelleher   | Stati Uniti | 1:30,86 |
| 5    | Chelsea Marshall | Stati Uniti | 1:31,21 |
| 6    | Jilyne McDonald  | Stati Uniti | 1:31,90 |
| 7    | Kara Crow        | Stati Uniti | 1:32,05 |
| 8    | Laurel Carter    | Stati Uniti | 1:32,16 |
| 9    | Julia Wong       | Stati Uniti | 1:32,74 |
| 10   | Julia Ford       | Stati Uniti | 1:32,76 |

Data: 22 marzo

#### Combinata
| Pos. | Atleta       | Nazione     |
| ---- | ------------ | ----------- |
| 1    | Lindsey Vonn | Stati Uniti |
| 2    | ?            | ?           |
| 3    | ?            | ?           |